# Podstrana – Strožanac Gornji
Podstrana – Strožanac Gornji naselje je u općini Podstrana u Splitsko-dalmatinskoj županiji u Hrvatskoj.

## Povijest
Do teritorijalnog preustroja Hrvatske naselje je bilo u sastavu Općine Split. Podstrana – Strožanac Gornji kao samostalno naselje navodi se od popisa stanovništva 2021. godine. Nastalo je podjelom naselja Podstrana.

## Stanovništvo
Na popisu 2021. Podstrana – Strožanac Gornji imala je 629 stanovnika.